# 丹麥教育
丹麥教育於 15~16歲以下的兒童為義務性質，雖然並沒有強制要求學童進入公立學校（丹麥語 Folkeskole ），但義務教育結束後大約有 82% 的青少年學生會升學。 丹麥政府設立的教育機構通常無須學費並且讓任何人都可就讀。丹麥也有私立學校的傳統，並且有 15.6% 的學童在基礎教育階段會就讀私立學校，並且也使用學券制。
根據聯合國開發計劃署於2013年發表的教育指數，丹麥教育指數為 0.873，世界排名第九名。
丹麥政府的最高教育主管為丹麥教育部部長。
在丹麥的識字率约为99%。

## 歷史
丹麥教育系統最早可追朔至中世紀的羅馬天主教成立的天主教會學校以及修道院學校。有七所12世紀~13世紀成立的學校至今仍然存在。宗教改革後，於1536年，丹麥王室正式接管這些宗教學校。 最初這些學校的目的是透過教授學生拉丁語以及希臘語以便學習神學。
一直到 1721 年，丹麥王室建立了240所「騎士學校」(rytterskoler)，這是接近現在的基礎學校的前身。最主要是18世紀的虔敬主義的影響，需要某些程度的識字人口，因此需要許多大眾教育機構。盧梭的慈善思想也幫助發展這種基礎教育在兒童身上。
1809年，傳統的神職人員學校轉型成具備人文主義的公務員學校，結合教育古希臘文化以及羅馬文化，並教育現代科學和語言。
在整個19世紀，甚至一直到現代，丹麥教育系統一直受到牧师兼詩人、政治家格龙维的影響，他提倡鼓勵人心的教學法以及建立民众高等学校。
從1871年，由於19世紀開始的科學和技術的發展，使得中學教育分成兩種路線：語文類以及數學科學路線。這個分歧一直到 2005 年都是丹麥中學教育Gymnasium (亦即普通中學教育課程)的基本核心。
1894年，正式成立Folkeskole(公立學校，由政府建立的小學教育系統)，在這之前都是Almueskolen (亦即普遍學校), 並採取措施改善教育制度以符合工業社會的需求。
1903年，3年期的公立高中(Gymnasium)正式成立，成為中學(mellemskole)，6~9年級)後的升學管道。在此之前，丹麥的學生只能就讀私立高中，因為缺乏公立高中。
1975年，傳統的分班制度被取消，小學(Folkeskole)轉變成平等制度，任何學生都可以平等的接受相同的教育。
近幾年，有些政黨(如社會民主黨 以及 自由聯盟黨) 提議將義務教於由目前的九年延長到十二年。

## 義務教育
丹麥的公民學校(folkeskole)(英語：people's school) 包含了丹麥全部的義務教育，從6歲到16歲，包括學前教育(pre-school)，小學以及中學。

## 高中教育
中學教育通常從15歲到20歲。丹麥的中學教育並非義務性質，不過通常都是免學費，學生有各式各樣的升學方式可以選擇。某些學校以學術為導向，例如「普通高中」(Gymnasium)。其他則是具備實作性，訓練學生就業，如在技術型高級中等學校學習如何成為手工藝人等。

## 高中畢業後教育

### 大學學院
丹麥的大學學院(丹麥語：professionshøjskoler) 提供專業的高等教育訓練，也稱作中高等教育(medium higher education = MVU) 以及文憑課程，但是並沒有研究所。

### 大學以及技術學院
丹麥的第一所大學，哥本哈根大學 於 1479年創立。第二間大學基爾大學在1665年於什列斯威-好斯敦創立。1864年，德國攻佔什列斯威-好斯敦時，哥本哈根大學暫時成為丹麥唯一的一所大學。一直到 1928 年，奧胡斯大學成立。之後創立了為數不少的大學，除此之外，也有許多獨立的學院專門培育師資。